# Колежма (река)
Колежма (устар. Кола) — река в России.

## Общие сведения
Протекает в Республике Карелия по территории Беломорского района. У одноимённого села впадает в Белое море на Поморском берегу. Длина реки составляет 87 км, площадь водосборного бассейна — 788 км². По данным наблюдений с 1962 по 1980 год среднегодовой расход воды в 22 км от устья составляет 5,83 м³/с.

## Данные водного реестра
По данным государственного водного реестра России, относится к Баренцево-Беломорскому бассейновому округу, водохозяйственный участок реки — реки бассейна Онежской губы от южной границы бассейна реки Кемь до западной границы бассейна реки Унежма, без реки Нижний Выг. Речной бассейн реки — бассейны рек Кольского полуострова и Карелии, впадающих в Белое море.
Код объекта в государственном водном реестре — 02020001412102000007211.

## Фотографии
|  |  |

## Бассейн

### Основные притоки
(расстояние от устья)
- 34 км — река Пяла (лв)
- 39 км — река Цепца (лв)
- 73 км — ручей Юрно (лв)

### Озёра
К бассейну Колежмы относятся озёра:
- Верхняя Колежма (через озеро протекает Колежма)
- Нижняя Колежма (через озеро протекает Колежма)
- Пертозеро
- Чагозеро (исток Пялы)
- Ченозеро (подбассейна Цепцы)
- Сельгозеро